# Jochen Lüers

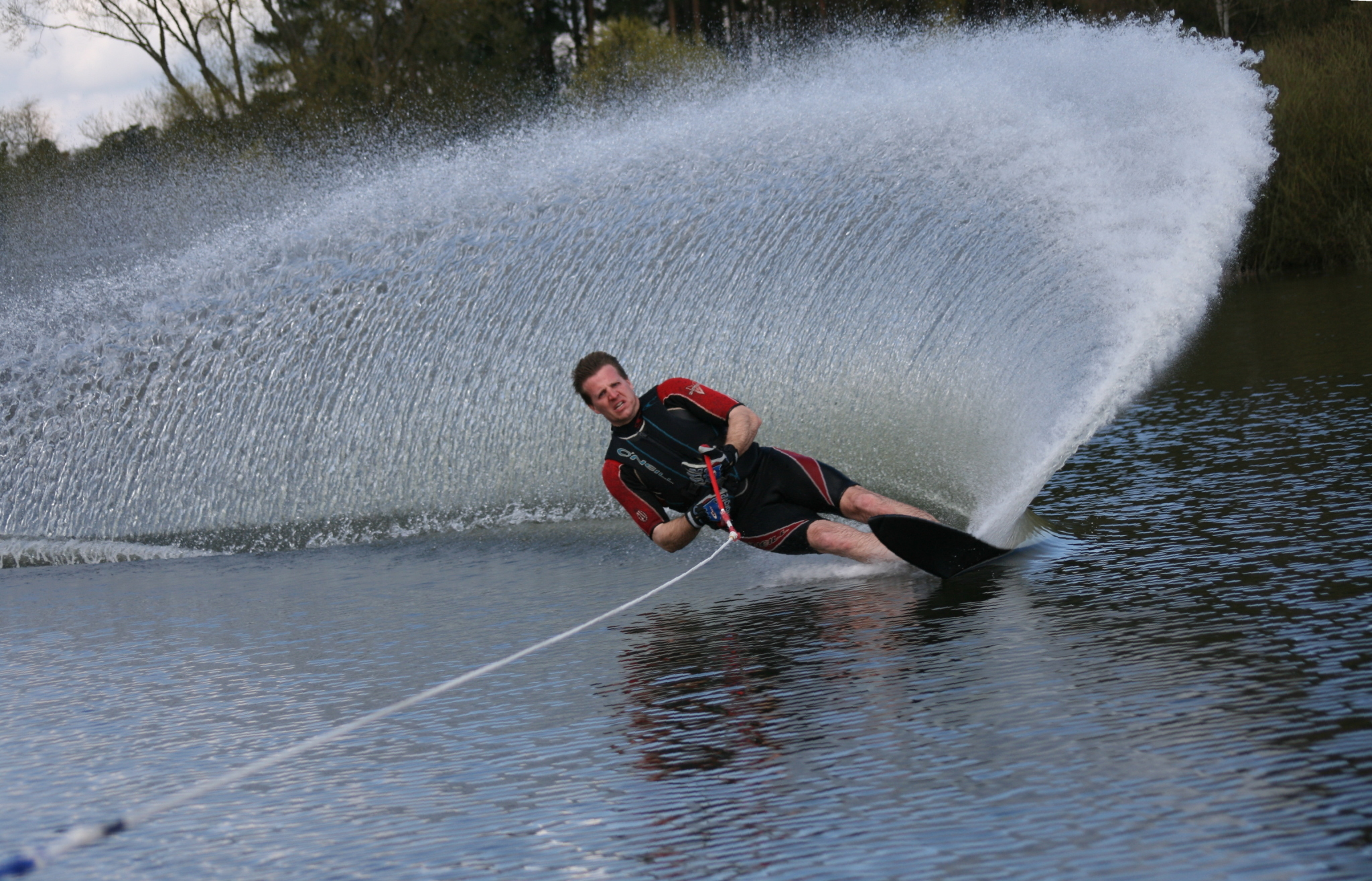
Jochen Lüers im Slalomtraining

Jochen Lüers (* 14. November 1974 in Kolbermoor, Bayern) ist ein ehemaliger Wasserskiläufer. Er erreichte zwischen 1999 und 2008 acht Deutsche Meistertitel im Figurenlauf, Slalom, Springen und in der Kombination, sowie einen Europameistertitel und einen Weltmeistertitel im Springen. Er war sowohl in der Sparte Boot (Tournament) als auch an der Seilbahn (Cable) national und international erfolgreich. Seit 2011 ist er nicht mehr aktiv.

## Leben
Jochen Lüers, geboren in Kolbermoor, verbrachte schon in frühester Kindheit fast alle Ferien mit seinen Eltern (beide Lehrer) an der Wasserskiliftanlage am Hödenauer See bei Kiefersfelden. Dort betrieb er ab dem 5. Lebensjahr zunächst Paarski und ab dem 6. Lebensjahr Monoski. Schon mit vier Jahren trat er in den Wasserskiclub Kiefersfelden-Rosenheim ein. Durch behutsame Förderung in Trainingslagern des Vereinsmitglieds Axel Müller (A-Lizenz-Trainer im Alpinen Skilauf, BR-Reporter und zusammen mit José H. Kubisch Autor des Standardwerkes Wasserski für Anfänger und Fortgeschrittene) bestritt er 1983 mit neun Jahren seinen ersten Wettkampf beim Rhönpokal in Thulba mit Slalom und Figurenlauf. Sein letzter Wettkampf war 2009 mit dem Titelgewinn der Deutschen Mannschaftsmeisterschaften an der heimischen Seilbahn in Kiefersfelden.
Die schulische Laufbahn nach der Grundschule in Kolbermoor war bis zur Kollegstufe am Gymnasium Bad Aibling. Dann wechselte er in den Sportzweig ans Finsterwalder Gymnasium Rosenheim, an dem er 1994 das Abitur ablegte. Vor Beginn des Studiums an der LMU München leistete er seinen Wehrdienst in der Sportfördergruppe der Bundeswehr ab. Nach dem Studium, das er mit dem Staatsexamen für Lehrer an Realschulen in der Fächerkombination Sport und Wirtschaftswissenschaften abschloss, war er anfangs in der Staatl. Realschule Marktschwaben eingesetzt. Seit 2007 ist er an der Staatlichen Realschule Bruckmühl als Realschullehrer und Beratungsrektor in der erweiterten Schulleitung beschäftigt. Er ist seit 2006 verheiratet und hat zwei Kinder.

### Sportliche Laufbahn
Mit elf Jahren wurde er zu den Sichtungslehrgängen des DWWV ins Bundesleistungszentrum an den Fetzersee bei Bächingen eingeladen. In den Jugend- und U21-Klassen erzielte er zwischen 1983 und 1995 insgesamt 21 Jugendmeistertitel hinter dem Motorboot und an der Seilbahn. Mit 13 Jahren besuchte er das Trainingslager, das der Verband bei der Benzl’s School in Florida organisiert hatte. Er startete ab dann auch im Springen für die Kombinationswertung und lieferte wertvolle Beiträge für seinen Verein bei Mannschaftsmeisterschaften.

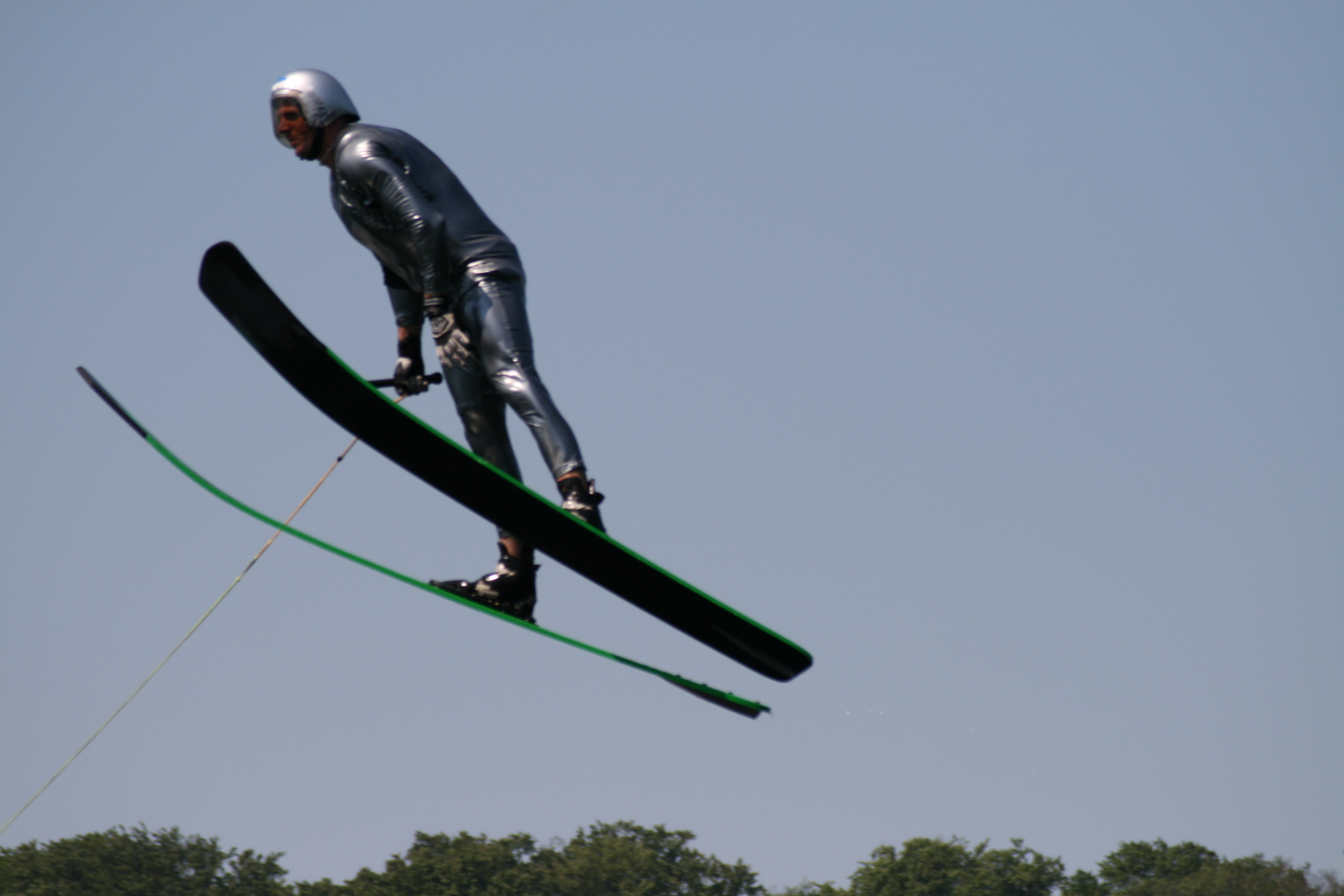
Perfekte Sprunghaltung im Training bei Ray Stokes

Seine ersten Trainer waren Karl-Heinz Benzinger (vielfacher Deutscher Meister am Boot), Franz Oberleitner (Europameister aus Österreich) und Britta Grebe-Llewellyn (Weltmeisterin im Springen aus Österreich). Von 1989 bis 1998 wurde er von der Bundestrainerin Petra Trautmann betreut. Auch von der 2011 verstorbenen australischen Trainerlegende Ray Stokes wurde Jochen Lüers in einem Trainingslehrgang 2006 am Bundesstützpunkt in Feldberg (Mecklenburg-Vorpommern) betreut.
Nach dem Abitur 1995 war er bis 1999 in der Sportfördergruppe der Bundeswehr und konnte in dieser Zeit auch regelmäßig an Camps in diversen Wasserskischulen in Florida und Louisiana teilnehmen.
2001 nahm er zusammen mit seinem Vereins- und Trainingskameraden Thomas Bauer Kontakt zum damaligen Co-Trainer der Nordischen Skispringer, Wolfgang Steiert auf, um die Leistungen im Springen zu verbessern. Aus dieser Co-Operation entstanden bedeutende technische Neuerungen: Der Belag der Sprungski wurde mit einer speziellen Struktur wie im Nordischen Sprunglauf präpariert, die Sprunganzüge von „Camaro“ erhielten einen eigenen Schnitt mit einer Schürze zur Erhöhung des Auftriebs und von „Ortema“ wurden Leichtbauhelme entwickelt, die auch in der Nordischen Kombination zu dieser Zeit erlaubt waren. Diese Innovationen brachten im Jahr 2002 für Thomas Bauer den WM-Titel an der Seilbahn und für Jochen Lüers den Europameistertitel am Boot, jeweils mit Rekordvorsprung vor den Zweitplatzierten.
Im Mai 2005 erlitte er eine schwere Sprunggelenksverletzung, beim Testen von neuem Skimaterial während der Saisonvorbereitung. Er kämpfte sich nach einem Jahr Rehabilitation im Slalom wieder zurück in die deutsche Spitze, konnte aber im Springen am Boot nicht mehr an die alten Leistungen anknüpfen. Nach 2007 startete er international nur noch bei Seilbahnwettkämpfen und holte im September 2008 den Weltmeistertitel im Springen an der Seilbahn im Princes’ Park in Thorpe bei London. Am 24. Oktober 2010 war er Teammitglied für den Weltrekordeintrag ins Guinness-Buch-der Rekorde für 2012, als bei Alicante hinter dem größten Zugfahrzeug der Welt, der AIDAbella Wasserski gelaufen wurde.

## Erfolge

### National
- 1997 (19./20. Juli): Drei Vizemeistertitel bei den Deutschen Meisterschaften am Boot auf dem Haidweiher bei Amberg (Slalom, Figurenlauf und Kombination)[6]
- 1998 (18./19. Juli): Zwei Vizemeistertitel bei den Deutschen Meisterschaften am Boot auf dem Hufeisensee bei Halle[7]
- 1999 (17.18. Juli): Alle vier Deutschen Meistertitel am Boot in Caputh bei Berlin,[8]
- 2000: Drei Titel (Figuren, Springen und Kombination) in Halle auf dem Hufeisensee[9]
- 2003: Titel im Figurenlauf in Sasbach im Breisgau.[10]

Er verbesserte den deutschen Slalomrekord am Boot zwei Mal auf 2 Bojen (1997 am Fetzersee bei Bächingen/D) und dann auf 4 Bojen (2004 auf dem Haidweiher bei Amberg/D) an der 10,75-m-Leine bei einer Zuggeschwindigkeit von 58 km/h.
Mit dem Europarekord im Springen (67,6 m) und dem Championship-Rekord von 68,8 Metern stellte er auch zwei neue deutsche Sprungrekorde am Boot auf.

### International
- 1997 (Ende August): Bronzemedaille im Springen bei der EM an der Seilbahn in Piestany (SVK)[13]
- 1998: Bronzemedaille im Springen bei der EM am Boot in Fischlham (A)
- 2001 (29. Juni): Europarekord am Boot mit 67,6 m im Springen beim Internationalen Qualifikationswettkampf am Haidweiher bei Amberg (D)[14]
- 2002 (22. September): Europameister im Springen bei der EM am Boot in Roquebrune (F)[15] von 68,8 Metern (aktuell 2022 noch gültig und damit einer der längsten Rekorde im Bereich Tournament).
- 2003 (15. Juni): Seilbahnweltrekord mit 59,1 Metern an der Liftanlage am Hödenauer See (D)[16]
- 2008 (13. September): Weltmeister im Springen bei der WM an der Seilbahn im Princes’ Park, Thorpe bei London (GB), mit 60, 5 Metern